# Rinodina citrinisidiata
Rinodina citrinisidiata är en lavart som beskrevs av Aptroot & Wolseley. Rinodina citrinisidiata ingår i släktet Rinodina och familjen Physciaceae.   Inga underarter finns listade i Catalogue of Life.